# Középpontos négyzetszámok
A számelméletben középpontos négyzetszám minden olyan szám, amely egy középső pont körül négyzet alakú rétegekben elrendezett pontok számát adja.

## Előállításuk
Az első négy középpontos négyzetszám előállítását mutatja a következő ábra:
|                           |  |                           |  |                            |  |                            |
| {\displaystyle C_{4,1}=1} |  | {\displaystyle C_{4,2}=5} |  | {\displaystyle C_{4,3}=13} |  | {\displaystyle C_{4,4}=25} |

## Viszony más nevezetes számokkal
Az n. középpontos négyzetszám az alábbi képlettel adódik.
{\displaystyle C_{4,n}=n^{2}+(n-1)^{2}.\,}
Más szóval minden középpontos négyzetszám két egymást követő négyzetszám összege. Ezt szemlélteti az alábbi minta:
|                           |  |                             |  |                             |  |                              |
| {\displaystyle C_{4,1}=1} |  | {\displaystyle C_{4,2}=1+4} |  | {\displaystyle C_{4,3}=4+9} |  | {\displaystyle C_{4,4}=9+16} |

Ez a képlet megfogalmazható a következőképpen is:
{\displaystyle C_{4,n}={(2n-1)^{2}+1 \over 2};}
ezt illusztrálja az alábbi:
|                                 |  |                                 |  |                                  |  |                                  |
| {\displaystyle C_{4,1}=(1+1)/2} |  | {\displaystyle C_{4,2}=(9+1)/2} |  | {\displaystyle C_{4,3}=(25+1)/2} |  | {\displaystyle C_{4,4}=(49+1)/2} |

Mint minden középpontos sokszögszám, a középpontos négyzetszámok is kifejezhetőek háromszögszámok függvényeként:
{\displaystyle C_{4,n}=1+4\,T_{n-1}\,}
ahol Tn az n. háromszögszám:
{\displaystyle T_{n}={n(n+1) \over 2}={n^{2}+n \over 2}={n+1 \choose 2}}
Ez utóbbi tény egyszerűen belátható, elegendő kivenni a középső pontot, majd a maradék ábrát felosztani négy háromszögre az alábbiak szerint:
|                           |  |                                     |  |                                     |  |                                     |
| {\displaystyle C_{4,1}=1} |  | {\displaystyle C_{4,2}=1+4\times 1} |  | {\displaystyle C_{4,3}=1+4\times 3} |  | {\displaystyle C_{4,4}=1+4\times 6} |

## Tulajdonságok
Az első néhány középpontos négyzetszám a következő:
1, 5, 13, 25, 41, 61, 85, 113, 145, 181, 221, 265, 313, 365, 421, 481, 545, 613, 685, 761, 841, 925, 1013, 1105, 1201, 1301, 1405, 1513, 1625, 1741, 1861, 1985, 2113, 2245, 2381, 2521, 2665, 2813, 2965, 3121, 3281, 3445, 3613, 3785, 3961, 4141, 4325, … (A001844 sorozat az OEIS-ben)
Minden középpontos négyzetszám páratlan.
Minden középpontos négyzetszám és azok minden osztója néggyel osztva egyet ad maradékul.
Az 1 kivételével minden középpontos négyzetszám pitagoraszi számhármas legnagyobb tagja. Például: (3; 4; 5), (5; 12; 13)

### Középpontos négyzetprímek
A középpontos négyzetprímek olyan középpontos négyzetszámok, amelyek prímszámok. Az első néhány középpontos négyzetprím a következő:
5, 13, 41, 61, 113, 181, 313, 421, 613, 761, 1013, 1201, 1301, 1741, 1861, 2113, 2381, 2521, 3121, 3613, … (A027862 sorozat az OEIS-ben)